# أندرياس سيدرهولم
أندرياس سيدرهولم (بالسويدية: Andreas Cederholm) مواليد 4 مايو 1990 في السويد، هو لاعب كرة يد سويدي يلعب كظهير أيمن. يلعب حاليا مع آي إف كي كريستيانستاد ويحمل الرقم 21. مثل منتخب السويد لكرة اليد.

## سجل المنافسة
شارك في البطولات التالية:
- بطولة أوروبا لكرة اليد للرجال 2016

## روابط خارجية
- أندرياس سيدرهولم على موقع الاتحاد الأوروبي لكرة اليد (الإنجليزية)